# Љубавник леди Четерли (филм из 2022)
Љубавник леди Четерли (енгл. Lady Chatterley's Lover) је љубавно-драмски филм из 2022. године. Режију потписује Лор де Клермон Тонер, по сценарију Дејвида Магија. Темељи се на истоименом роману Д. Х. Лоренса. Главне улоге глуме Ема Корин и Џек О’Конел. Приказан је 2. децембра 2022. године преко платформе Netflix.

## Радња
Несрећно удата аристократкиња леди Четерли започне ватрену везу с лугаром сеоског имања свог супруга и дубоко се заљуби у њега.

## Улоге
| Глумац          | Улога           |
| --------------- | --------------- |
| Ема Корин       | Констанс Рид    |
| Џек О’Конел     | Оливер Мелорс   |
| Метју Дакет     | Клифорд Четерли |
| Џоели Ричардсон | госпођа Болтон  |
| Ела Хант        | госпођа Флинт   |
| Феј Марсеј      | Филда           |